# تايلان أنتاليالي
تايلان أنتاليالي (من مواليد 8 يناير 1995) هو لاعب كرة قدم تركي محترف يلعب كلاعب خط وسط لفريق غلطة سراي.

## مسيرته

### غنتشلربيرليغي
إنتقل اللاعب إلى غنتشلربيرليغي قبل بداية موسم 2014-2015. ظهر أنتاليالي في أول مباراة له عندما خسر فريقه 4-1 في الدوري التركي الممتاز أمام طرابزون سبور في 1 ديسمبر 2014. 

### بي بي إيرزورومسبور
وقع اللاعب عقدًا مدته ثلاث سنوات مع بي بي إيرزورومسبور، الذي أراد إنشاء فريق طموح للمشاركة في الدوري الممتاز في موسم 2017-18.

### غلطة سراي
وقع اللاعب عقدًا لمدة أربع سنوات مع غلطة سراي في موسم 2019-20.  

## روابط خارجية
- تايلان أنتاليالي على موقع الاتحاد الدولي (مؤرشف)  (الإنجليزية)
- تايلان أنتاليالي على موقع الاتحاد الأوربي (الإنجليزية)
- تايلان أنتاليالي على موقع اتحاد تركيا (لاعب) (الإنجليزية)
- تايلان أنتاليالي على موقع قاعدة بيانات كرة القدم.إي يو (الإنجليزية)
- تايلان أنتاليالي على موقع ناشيونال فوتبول تيمز (الإنجليزية)
- تايلان أنتاليالي على موقع Soccerway.com (الإنجليزية)
- تايلان أنتاليالي على موقع عالم كرة القدم.نت (الإنجليزية)